# Forschungsreferent
Forschungsreferenten sind Personen, die Forschungsaktivitäten initiieren, beraten, unterstützen oder koordinieren.
Sie sind meist als Angestellte in wissenschaftlichen Einrichtungen (Universitäten, Fachhochschulen, Forschungsgesellschaften und -instituten etc.), aber auch in Unternehmen, sowie forschungsfördernden und forschungsberatenden Einrichtungen tätig. Meist führen sie selbst in dieser Funktion keine Forschungsarbeiten durch. Oft haben sie umfangreiche eigene Erfahrungen als Forscher. Sie arbeiten in wissenschaftlichen Einrichtungen mit Wissenschaftlern, mit der Einrichtungsleitung und der Verwaltung zusammen. Die Tätigkeitsfelder umfassen ein großes Spektrum und weisen teils enge Schnittstellen auf zu Technologiereferenten, den Arbeitsgebieten zur Unterstützung des wissenschaftlichen Nachwuchses und des Transfers sowie der Wissenschaftsmanager.

## Ausbildung
Forschungsreferenten haben meist einen Hochschulabschluss und nicht selten über eigenständige wissenschaftliche Arbeiten den akademischen Grad eines Doktors erhalten. 
Im Netzwerk der Forschungs- und Technologiereferenten an deutschen Hochschulen sind über 1000 Forschungsreferenten zusammengeschlossen. Das Netzwerk organisiert jährlich eine zweitägige Konferenz mit mehr als 300 Teilnehmern sowie zahlreiche regionale und fachliche Arbeitskreise. Um dem weit geöffneten und viel Spezialwissen integrierenden Berufsbild und den Arbeitsinhalten gerecht zu werden, kooperieren die Forschungsreferenten über das Netzwerk mit den relevanten Akteuren des Wissenschaftssystems.

## Weiterbildungsmöglichkeiten
In Kooperation mit dem Netzwerk der Forschungs- und Technologiereferenten existieren relevante Aus- und Weiterbildungsmöglichkeiten über das Zentrum für Wissenschaftsmanagement Speyer (ZWM), die Hochschule Osnabrück (MBA Hochschul- und Wissenschaftsmanagement) und die UP Transfer GmbH an der Universität Potsdam.